# 産業再生機構
株式会社産業再生機構（さんぎょうさいせいきこう）は、株式会社産業再生機構法に基づき、2003年から2007年の4年の間だけ存在した日本の特殊会社。2003年4月16日設立され、2007年6月5日に清算結了して消滅している。
預金保険機構が株式の過半数を保有するものとされていた。金融再生プログラムの一環。スウェーデンのセキュラムをモデルにして作られた。

## 概要
日本の産業の再生と信用秩序の維持を図るため、有用な経営資源を有しながら過大な債務を負っている事業者に対し、事業の再生を支援することを目的とし、そのために、債権買取り、資金の貸付け、債務保証、出資などの業務を営んだ。再生支援の決定は、事業者と債権者たる金融機関の連名による支援申請を前提としていた。
主として、金利減免などを実施した「要管理先」債権を、非主力取引銀行から設立後2年間（2005年3月末まで）のうちに割引価格で集中して買い取り主力取引銀行と協力して債務の一部免除、デットエクイティスワップ（債務の株式化）などで再建を進めるというものであった。債権や株式は、3年以内（2008年3月末まで）に新しい再建スポンサーに売却し、不採算事業の整理などの事業の再構築を実行していた。
当初は5年限定の組織とされていたが、同機構の支援が予定よりも早く進み、対象事業者への支援が全て終了したことから、1年早く2007年3月15日をもって解散し、清算会社に移行。同年6月5日をもって清算結了した。存続期間中におよそ312億円を納税、解散後の残余財産の分配により更に約432億円を国庫に納付したため、国民負担は発生しなかった。職員のうち公務員の占める割合は1割程で、他は民間出身者が占めていた。

## 主な事例
2004年2月16日、経営の苦しいカネボウの再建策として発表されていた、化粧品事業の花王への売却を取り止め（カネボウ化粧品として分社化）、産業再生機構へ再建を委ねることになった。
また、ダイエーは民間主導の経営再建を主力取引銀行3社の要望などから取り下げて機構を利用した再建を実施することを同年10月13日の取締役会で正式に決定し、調整が続いていたが、12月28日、正式に産業再生機構への支援申し込みが行われた。

## 対象事業者
活動期間中、再生支援が決定した事業者は計41社。

### 運輸
- 九州産業交通 - 本業の交通関連事業のみHISグループへ、旧運輸部門はオリックス系の物流会社、フットワークエクスプレスに売却
- スカイネットアジア航空（現・ソラシドエア） - 宮交グループ（下記参照）や全日本空輸（ANA）の両社主導により経営再建。現在は累積損失を解消。
- 宮崎交通 - 地元有力企業の出資を受け再建中
- 関東自動車 - 国内独立系ファンド傘下を経て、経営共創基盤（後述）の支配下へ

### 建設・不動産
- ダイア建設 - レオパレス21グループへ、2008年12月19日に民事再生手続申立。
- 大阪マルビル
- 大京（ライオンズマンション） - オリックスグループへ、元関連会社のグローベルスは外資系投資顧問会社に株式譲渡
- ミサワホームホールディングス - トヨタ自動車およびトヨタホームと包括提携。四国ミサワホーム（現・ミサワホーム四国）は穴吹工務店と資本・業務提携したが、穴吹工務店の経営破綻により子会社に戻る

### 観光
- 大川荘 - 母畑温泉八幡屋による再建が成功し、2007年10月に八幡屋の100%子会社となった。
- ホテル四季彩
- あさやホテル
- 湯守田中屋
- 鬼怒川温泉山水閣（鬼怒川プラザホテル）
- 鬼怒川グランドホテル
- 金谷ホテル観光（鬼怒川温泉ホテル、鬼怒川金谷ホテル、名古屋金谷ホテル）
- 釜屋旅館
- 奥日光小西ホテル

### 卸売・小売
- うすい百貨店 - 三越グループ→三越伊勢丹へ
- 津松菱（百貨店）
- ダイエー - 丸紅・イオンの支援を受け再建中、2017年現在はイオンの完全子会社
- マツヤデンキ - 同業のサトームセンおよび星電社とともに共同持ち株会社・ぷれっそホールディングスを設立、新生銀行グループを経てヤマダ電機グループへなったあと吸収
- フレック（スーパーマーケット）
- 粧連（化粧品・日用雑貨の卸売）
- フェニックス（スポーツ用品）
- 服部玩具（玩具卸売）
- 八神商事（医療用品卸売）
- 三景（服飾服資材卸売）

### 鉱業
- 三井鉱山（現・日本コークス工業） - 大和証券SMBC、住友商事および新日本製鐵の支援を受け再建中
- 富士油業（石油、油脂製品の販売など） - 新日本石油（ENEOS）系石油製品販売会社、富士興産へ合併

### その他
- 明成商会
- ミヤノ（工作機械） - シチズングループと資本・業務提携
- 栃木皮革（革製品の加工・販売）
- タイホー工業 - シナジーキャピタル（三菱東京UFJ銀行、丸紅等出資の国内投資会社）の支援を受け再建、その後イチネンホールディングスの完全子会社となる
- 金門製作所（ガスや水道のメーターなどの製造・販売） - 山武グループへ
- OCC（通信ケーブルの製造・販売） - 独立系投資会社・ロングリーチ傘下を経て住友グループ主導で再建を図る
- アメックス協販グループ（石州瓦の製造・販売） - 連鎖倒産・自己破産へ
- カネボウ - 日用品・医薬（漢方薬）・食品の三事業を残しクラシエホールディングスとして投資ファンド傘下を経てホーユーの親会社である朋友ホールディングス主導で再建、化粧品事業は花王に売却
- 玉野総合コンサルタント（建設コンサルタント、測量、環境計量証明業） - 日本工営グループへ
- アビバジャパン（パソコンスクール） - ベネッセグループへ

## 解散後の推移
社長の斉藤惇は、東京証券取引所社長に就任。
機構解散後も事業再生に携わる職員は多い。
- 株式会社経営共創基盤
  - 冨山和彦（機構最高執行責任者）により設立。
- フロンティア・マネジメント株式会社
  - 大西正一郎、松岡真宏により設立。
  - 産業再生委員長高木新二郎が特別顧問。
- ネクスト・キャピタル・パートナーズ株式会社
  - 立石寿雄により設立。

## テレビ番組
- 日経スペシャル ガイアの夜明け 過去の栄光を捨てろ! 〜企業再生のサムライたち〜（2004年5月11日、テレビ東京）[1]。